# Сан Себастиано Куроне
Сан Себастиа̀но Куро̀не (на италиански: San Sebastiano Curone; на пиемонтски: San Bastian da Cròu, Сан Бастиан да Къроу) е село и община в Северна Италия, провинция Алесандрия, регион Пиемонт. Разположено е на 342 m надморска височина. Населението на общината е 642 души (към 2010 г.).